# Florida State Road 35
Die Florida State Road 35 ist eine State Route im US-Bundesstaat Florida, die auf einer Länge von 288 Kilometern von Punta Gorda im Charlotte County bis zu den Silver Springs östlich von Ocala im Marion County führt. Die Straße wird vom Florida Department of Transportation (FDOT) betrieben.

## Streckenverlauf
Bis auf den letzten Abschnitt ab Belleview ist die Straße nicht ausgeschildert, sondern folgt als verdeckte Bezeichnung verschiedenen U.S. Highways. Die SR 35 folgt zuerst dem U.S. Highway 17 bis Fort Meade. Auf dem nachfolgenden Abschnitt bis Bartow teilt sich der U.S.  17 die Trasse noch zusätzlich mit dem U.S. 98. Anschließend folgt die State Road dem U.S. 98 bis kurz vor Dade City, wo die Trasse zusätzlich bis Ridge Manor den U.S. 301 aufnimmt. Dem U.S. 301 folgt die State Road anschließend bis Belleview. Der letzte, rund 17 km lange Abschnitt führt nun als offen bezeichnete State Road 35 zu den Silver Springs.